# Pesotum (Illinois)
Pesotum – wieś w Stanach Zjednoczonych, w stanie Illinois, w hrabstwie Champaign.